# Bemannte Venusmission
Die Machbarkeit einer bemannten Venusmission wurde erstmals in den 1960er Jahren sowohl von der Sowjetunion als auch von den USA untersucht. Derzeit gibt es Studien der NASA für einen bemannten Swing-by an der Venus auf dem Weg zum Mars im Jahr 2033. Bemannte Venusmissionen wären auch für eine Kolonisation der Venus notwendig.

## Technische Herausforderungen
Wegen der widrigen Bedingungen auf der Oberfläche der Venus wurden nur Vorbeiflüge oder Umrundungen des mindestens 38 Millionen Kilometer entfernten Planeten erwogen. Die Aufgabenstellung ähnelt derjenigen eines bemannten Marsflugs, bei dem eine Entfernung von mindestens 55 Millionen Kilometern überwunden werden müsste. Eine Venusmission erfordert eine genaue interplanetare Navigation. Da sich beide Planeten mit unterschiedlichen Geschwindigkeiten auf unterschiedlich weiten Bahnen um die Sonne bewegen, ergeben sich komplizierte Berechnungen für die Raum-Zeit-Zusammenhänge und den Energiebedarf. Grundsätzlich denkbar ist und schon damals in Betracht gezogen wurde ein Hohmann-Transfer. Bei beiden Großmächten blieb es jedoch zunächst bei Vorschlägen; auf eine Verwirklichung einer bemannten Venusmission wurde verzichtet.

## Frühere sowjetische Konzepte

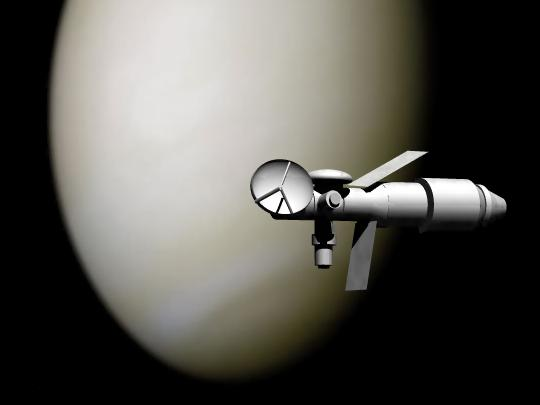
Künstlerische Darstellung des TMK-MAVR während des Swing-by-Manövers

Erste Untersuchungen und Berechnungen gab es in der Sowjetunion bereits 1959 im Konstruktionsbüro OKB-1, allerdings mit dem Hauptziel einer bemannten Mission zum Mars. Vorgesehen waren die Rakete N1 und das dreisitzige Raumschiff TMK (Tjaschelyi Meschplanetnyi Korabl = Schweres Interplanetarisches Fahrzeug). Eine Variante, die 1963 untersucht wurde, sah unter der Bezeichnung Mawr (Mars-Wenera = Mars-Venus) auf dem Rückweg ein Swing-by-Manöver an der Venus vor, um die Gesamtflugzeit zu verkürzen. Die N1 wurde zwar gebaut, jedoch scheiterten zwischen 1969 und 1972 alle vier Testflüge, die im Rahmen des sowjetischen bemannten Mondprogramms durchgeführt wurden. Das TMK-Raumschiff kam nie über Konzeptstudien hinaus.

## Frühere US-Konzepte

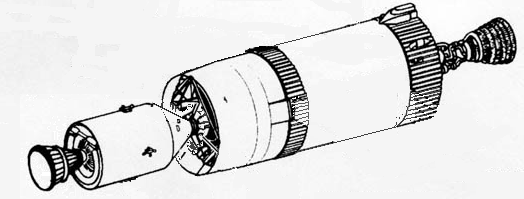
Raumschiff der NASA für den Venus-Flug

Die NASA untersuchte die Möglichkeiten von bemannten Venusmissionen auf einer freien Rückkehrbahn in den 1960er Jahren im Rahmen des Apollo Applications Program (AAP) unter Verwendung der Rakete Saturn V und des Apollo-Raumschiffs, die beide kurz vor ihrem ersten Einsatz im Apollo-Programm standen. Hierbei wurde bestätigt, dass Venus-Missionen mit der Apollo-Technik prinzipiell durchführbar seien. Da bei diesen Missionen keine Mondlandefähre mitgeführt worden wäre, hätte ein neues Modul ESM (Environmental Support Module) verwendet werden können, das eine Missionsdauer von bis zu zwei Jahren ermöglicht hätte. Auch die ausgebrannte dritte Raketenstufe hätte als Wohn- und Arbeitsraum genutzt werden können, ähnlich den ersten Entwürfen der Raumstation Skylab.
Untersucht wurde auch eine Variante, in der das Apollo-Raumschiff in eine stark elliptische Venus-Umlaufbahn einschwenken würde, um von dort aus 40 Tage lang den Planeten zu erforschen. Eine solche Mission wäre wesentlich einfacher durchzuführen als eine vergleichbare Mars-Mission, die mindestens 70 % mehr Gewicht erfordern würde.

## Aktuelle Pläne
Im Rahmen des Deep-Space-Transport-Projekts der NASA wurde für 2033 ein Vorbeiflug an der Venus vorgeschlagen. Eine von der NASA in Auftrag gegebene Studie hält diese Mission für erst in den späten 2030er Jahren realisierbar.